# Кірквуд (Каліфорнія)
Кірквуд (англ. Kirkwood) — переписна місцевість (CDP) в США, в округах Алпайн, Амадор і Ель-Дорадо штату Каліфорнія. Населення — 190 осіб (2020).

## Географія
Кірквуд розташований за координатами 38°41′21″ пн. ш. 120°3′18″ зх. д. / 38.68917° пн. ш. 120.05500° зх. д. (38.689283, -120.054929).  За даними Бюро перепису населення США в 2010 році переписна місцевість мала площу 13,82 км², з яких 11,29 км² — суходіл та 2,53 км² — водойми.

### Клімат
| Клімат : Кірквуд      | Клімат : Кірквуд | Клімат : Кірквуд | Клімат : Кірквуд | Клімат : Кірквуд | Клімат : Кірквуд | Клімат : Кірквуд | Клімат : Кірквуд | Клімат : Кірквуд | Клімат : Кірквуд | Клімат : Кірквуд | Клімат : Кірквуд | Клімат : Кірквуд | Клімат : Кірквуд |
| Показник              | Січ.             | Лют.             | Бер.             | Квіт.            | Трав.            | Черв.            | Лип.             | Серп.            | Вер.             | Жовт.            | Лист.            | Груд.            | Рік              |
| Середній максимум, °C | 3,3              | 3,9              | 5,6              | 8,3              | 12,2             | 17,2             | 22,2             | 21,7             | 18,3             | 13,3             | 7,2              | 4,4              | 11,7             |
| Середній мінімум, °C  | −9,4             | −8,9             | −7,8             | −5,6             | −1,7             | 2,2              | 5,6              | 5,6              | 2,8              | −1,1             | −5,6             | −8,3             | −2,8             |
| Норма опадів, мм      | 221              | 193              | 168              | 97               | 53               | 28               | 15               | 15               | 25               | 64               | 132              | 185              | 1194             |
| --------------------- | ---------------- | ---------------- | ---------------- | ---------------- | ---------------- | ---------------- | ---------------- | ---------------- | ---------------- | ---------------- | ---------------- | ---------------- | ---------------- |
| Джерело: Weatherbase  |                  |                  |                  |                  |                  |                  |                  |                  |                  |                  |                  |                  |                  |

## Демографія
Згідно з переписом 2010 року, у переписній місцевості мешкало 158 осіб у 72 домогосподарствах у складі 29 родин. Густота населення становила 11 особа/км².  Було 757 помешкань (55/км²).
Расовий склад населення:
| - 96,8 % — білих - 2,5 % — корінних американців - 0,6 % — азіатів |

До двох чи більше рас належало 0,0 %. Частка іспаномовних становила 3,8 % від усіх жителів.
За віковим діапазоном населення розподілялося таким чином: 12,7 % — особи молодші 18 років, 71,5 % — особи у віці 18—64 років, 15,8 % — особи у віці 65 років та старші. Медіана віку мешканця становила 44,5 року. На 100 осіб жіночої статі у переписній місцевості припадало 150,8 чоловіків;  на 100 жінок у віці від 18 років та старших — 176,0 чоловіків також старших 18 років.
Цивільне працевлаштоване населення становило 52 особи. Основні галузі зайнятості: мистецтво, розваги та відпочинок — 69,2 %, роздрібна торгівля — 21,2 %, науковці, спеціалісти, менеджери — 9,6 %.